# Stamboom Hendrik van Oranje-Nassau (1820-1879)
Dit is de stamboom van Hendrik van Oranje-Nassau (1820-1879).
| Stamboom Hendrik van Oranje-Nassau (1820-1879) | Stamboom Hendrik van Oranje-Nassau (1820-1879)                 | Stamboom Hendrik van Oranje-Nassau (1820-1879)                                                 |
| ---------------------------------------------- | -------------------------------------------------------------- | ---------------------------------------------------------------------------------------------- |
| Grootouders                                    | Willem I (1772-1843) x 1791 Wilhelmina van Pruisen (1774-1837) | Paul I Romanov (1754-1801) x 1776 Sophia Dorothea van Württemberg (1759-1828) Maria Fjodorovna |
| Ouders                                         | Willem II (1792-1849) x 1816 Anna Romanov (1795-1865)          | Willem II (1792-1849) x 1816 Anna Romanov (1795-1865)                                          |
| Hendrik van Oranje-Nassau (1820-1879)          |                                                                |                                                                                                |
| Gehuwd met                                     | x 1853 Amalia van Saksen-Weimar-Eisenach (1830-1872)           | x 1878 Maria van Pruisen (1855-1888)                                                           |
| Kinderen                                       | -                                                              | -                                                                                              |